# Янніс Драгасакіс
Янніс Драгасакіс (грец. Γιάννης Δραγασάκης; нар. 1 січня 1947, Ласітіон, Крит) — грецький економіст і політик. З 27 січня 2015 він є заступником прем'єр-міністра Алексіса Ципраса з питань фінансів та економіки.
Драгасакіс як студент брав участь у діяльності молодіжної організації Єдиної демократичної лівої партії. Він вивчав економіку у Греції та у Лондонській школі економіки, був активним противником грецької військової диктатури. До 1991 року він був провідним членом Комуністичної партії, з моменту її створення, він належав до лівої Сінаспізмос. На виборах 1989 він вперше отримав мандат члена парламенту. З листопада 1989 року по квітень 1990 року був заступником міністра економіки у коаліційному уряді Ксенофона Золотаса. З 2012 по 2015 рік він був віце-спікером парламенту Греції.
Він є членом партійного керівництва Коаліції радикальних лівих (СІРІЗА).